# Křemže (nádraží)
Křemže je železniční stanice ve východní části městyse Křemže, umístěné v místní části Mříč, v okrese Český Krumlov v Jihočeském kraji nedaleko Křemžského potoka. Leží na jednokolejné neelektrifikované trati České Budějovice – Černý Kříž.

## Historie
19. listopadu 1891 otevřela Rakouská společnost místních drah ÖLEG odbočnou trať z Rožnova, odkud od roku 1871 vedla trať spojující České Budějovice a Linec, do Kájova. Stanice v Křemži na této trase vznikla dle typizovaného stavebního vzoru nádražních budov ÖLEG. Železniční spojení bylo 4. července 1892 prodlouženo do Nové Pece a roku 1910 do stanice Černý Kříž.
Provoz zajišťovaly od začátku Císařsko-královské státní dráhy (kkStB), roku 1894 byla trať zestátněna, po roce 1918 pak správu přebraly Československé státní dráhy, od roku 1993 byly provozovatelem České dráhy, od roku 2008 tuto povinnost převzala Správa železniční dopravní cesty (nynější Správa železnic).
V roce 2015 prošla celá trať rekonstrukcí, v rámci které byla ve stanici původní hranová nástupiště nahrazena ostrovním, zároveň byla ve stanici zrušena služba a stanice je nyní ovládána z Kájova.
Ve stanici zastavují pravidelné osobní vlaky, jejichž dopravcem je od prosince 2017 GW Train Regio.
V období druhé světové války byla ze stanice vyvedena úzkokolejka, tzv. Kantorská dráha, sloužící při těžbě kovů v nedaleké lokalitě Perk. Po válce byla dráha snesena.

## Popis
Nachází se zde jedno ostrovní nekryté nástupiště, k příchodu k vlakům slouží přechod přes kolej.